# یواس‌اس ایوکا (۱۸۶۴)
یواس‌اس ایوکا (۱۸۶۴) (به انگلیسی: USS Iuka (1864)) یک کشتی بود که طول آن ۲۰۰ فوت (۶۱ متر) بود.